# Pristurus sokotranus
Espèce
Statut de conservation UICN

 LC  : Préoccupation mineure
Pristurus sokotranus est une espèce de geckos de la famille des Sphaerodactylidae.

## Répartition
Cette espèce est endémique de l'île Socotra dans l'archipel de Socotra au Yémen. Sa présence est incertaine sur l'île Abd al Kuri.

## Publication originale
- Parker, 1938 : A new gecko from Sokotra. Annals and magazine of natural history, ser. 11, vol. 1, p. 305-307.